# Promozione Sardegna 1952-1953
La Promozione fu il massimo campionato regionale di calcio disputato in Sardegna nella stagione 1952-1953.
La nuova massima categoria regionale presentava caratteristiche innovative, dato che pur essendo gestita dalle leghe regionali, a differenza del passato la formula del torneo era decisa direttamente dalla FIGC. A ciascun girone, che garantiva al suo vincitore la promozione in IV Serie a condizione di soddisfare le condizioni economiche richieste dai regolamenti, partecipavano sedici squadre, ed era prevista la retrocessione delle quattro peggio piazzate, anche se erano possibili aggiustamenti automatici per ripartire fra le appropriate sedi locali le squadre discendenti dalla IV Serie. Nel caso particolare, tuttavia, non essendo stata in grado la Lega Regionale Sarda di raccogliere sufficienti iscrizioni, per garantire comunque la regolarità di questo torneo a quattordici squadre, si programmò la retrocessione delle ultime due classificate.

## Classifica finale
|  | Pos. | Squadra             | Pt  | G   | V   | N  | P   | GF  | GS  | DR  |
|  | ---- | ------------------- | --- | --- | --- | -- | --- | --- | --- | --- |
|  | 1.   | Olbia               | 42  | 26  | 19  | 4  | 3   | 61  | 13  | +48 |
|  | 2.   | Monreale Italpiombo | 39  | 26  | 17  | 5  | 4   | 50  | 17  | +33 |
|  | 3.   | Nuorese             | 31  | 26  | 13  | 5  | 8   | 55  | 43  | +12 |
|  | 4.   | Piero Nali          | 30  | 26  | 12  | 6  | 8   | 41  | 29  | +12 |
|  | 4.   | Gallura             | 30  | 26  | 12  | 7  | 7   | 42  | 32  | +10 |
|  | 6.   | Calangianus         | 25  | 26  | 10  | 5  | 11  | 47  | 52  | -5  |
|  | 6.   | C.R.A.L. Marina     | 25  | 26  | 9   | 7  | 10  | 45  | 36  | +9  |
|  | 8.   | C.U.S. Cagliari     | 23  | 26  | 9   | 6  | 11  | 25  | 35  | -10 |
|  | 9.   | Turritano           | 22  | 26  | 9   | 5  | 12  | 28  | 56  | -28 |
|  | 10.  | Ozierese            | 20  | 26  | 7   | 6  | 13  | 38  | 36  | +2  |
|  | 10.  | Ilvarsenal          | 20  | 26  | 7   | 7  | 12  | 27  | 38  | -11 |
|  | 12.  | Nettuno             | 19  | 26  | 7   | 5  | 14  | 26  | 39  | -13 |
|  | 13.  | Villacidrese        | 16  | 26  | 8   | 2  | 16  | 27  | 63  | -36 |
|  | 14.  | Bosa                | 15  | 26  | 5   | 6  | 15  | 28  | 51  | -23 |
|  |      |                     | 357 | 364 | 144 | 76 | 144 | 540 | 540 | 0   |

Verdetti
- Olbia campione di Sardegna e promosso in IV Serie 1953-1954.
- Villacidrese e Bosa retrocesse in Prima Divisione 1953-1954.